# Seznam integralov hiperboličnih funkcij
Seznam integralov hiperboličnih funkcij vsebuje integrale hiperboličnih funkcij.
V vseh obrazcih je konstanta a neničelna vrednost, C
označuje aditivno konstanto.
{\displaystyle \int \operatorname {sh} ax\,dx={\frac {1}{a}}\operatorname {ch} ax+C\,}
{\displaystyle \int \operatorname {ch} ax\,dx={\frac {1}{a}}\operatorname {sh} ax+C\,}
{\displaystyle \int \operatorname {sh} ^{2}ax\,dx={\frac {1}{4a}}\operatorname {sh} 2ax-{\frac {x}{2}}+C\,}
{\displaystyle \int \operatorname {ch} ^{2}ax\,dx={\frac {1}{4a}}\operatorname {sh} 2ax+{\frac {x}{2}}+C\,}
{\displaystyle \int \operatorname {th} ^{2}ax\,dx=x-{\frac {\operatorname {th} ax}{a}}+C\,}
{\displaystyle \int \operatorname {sh} ^{n}ax\,dx={\frac {1}{an}}\operatorname {sh} ^{n-1}ax\operatorname {ch} ax-{\frac {n-1}{n}}\int \operatorname {sh} ^{n-2}ax\,dx\qquad {\mbox{(za }}n>0{\mbox{)}}\,}
tudi: {\displaystyle \int \operatorname {sh} ^{n}ax\,dx={\frac {1}{a(n+1)}}\operatorname {sh} ^{n+1}ax\operatorname {ch} ax-{\frac {n+2}{n+1}}\int \operatorname {sh} ^{n+2}ax\,dx\qquad {\mbox{(za }}n<0{\mbox{, }}n\neq -1{\mbox{)}}\,}
{\displaystyle \int \operatorname {ch} ^{n}ax\,dx={\frac {1}{an}}\operatorname {sh} ax\operatorname {ch} ^{n-1}ax+{\frac {n-1}{n}}\int \operatorname {ch} ^{n-2}ax\,dx\qquad {\mbox{(za }}n>0{\mbox{)}}\,}
tudi: {\displaystyle \int \operatorname {ch} ^{n}ax\,dx=-{\frac {1}{a(n+1)}}\operatorname {sh} ax\operatorname {ch} ^{n+1}ax-{\frac {n+2}{n+1}}\int \operatorname {ch} ^{n+2}ax\,dx\qquad {\mbox{(za }}n<0{\mbox{, }}n\neq -1{\mbox{)}}\,}
{\displaystyle \int {\frac {dx}{\sinh ax}}={\frac {1}{a}}\ln \left|\operatorname {th} {\frac {ax}{2}}\right|+C\,}
tudi: {\displaystyle \int {\frac {dx}{\operatorname {sh} ax}}={\frac {1}{a}}\ln \left|{\frac {\operatorname {ch} ax-1}{\operatorname {sh} ax}}\right|+C\,}
tudi: {\displaystyle \int {\frac {dx}{\operatorname {sh} ax}}={\frac {1}{a}}\ln \left|{\frac {\operatorname {sh} ax}{\operatorname {ch} ax+1}}\right|+C\,}
tudi: {\displaystyle \int {\frac {dx}{\sinh ax}}={\frac {1}{a}}\ln \left|{\frac {\operatorname {ch} ax-1}{\operatorname {ch} ax+1}}\right|+C\,}
{\displaystyle \int {\frac {dx}{\operatorname {ch} ax}}={\frac {2}{a}}\arctan e^{ax}+C\,}
tudi: {\displaystyle \int {\frac {dx}{\cosh ax}}={\frac {1}{a}}\arctan(\operatorname {sh} ax)+C\,}
{\displaystyle \int {\frac {dx}{\sinh ^{n}ax}}=-{\frac {\operatorname {ch} ax}{a(n-1)\operatorname {sh} ^{n-1}ax}}-{\frac {n-2}{n-1}}\int {\frac {dx}{\sinh ^{n-2}ax}}\qquad {\mbox{(za }}n\neq 1{\mbox{)}}\,}
{\displaystyle \int {\frac {dx}{\operatorname {ch} ^{n}ax}}={\frac {\operatorname {sh} ax}{a(n-1)\operatorname {ch} ^{n-1}ax}}+{\frac {n-2}{n-1}}\int {\frac {dx}{\operatorname {ch} ^{n-2}ax}}\qquad {\mbox{(za }}n\neq 1{\mbox{)}}\,}
{\displaystyle \int {\frac {\operatorname {ch} ^{n}ax}{\sinh ^{m}ax}}dx={\frac {\operatorname {ch} ^{n-1}ax}{a(n-m)\operatorname {sh} ^{m-1}ax}}+{\frac {n-1}{n-m}}\int {\frac {\operatorname {ch} ^{n-2}ax}{\operatorname {sh} ^{m}ax}}dx\qquad {\mbox{(za }}m\neq n{\mbox{)}}\,}
tudi: {\displaystyle \int {\frac {\operatorname {ch} ^{n}ax}{\operatorname {sh} ^{m}ax}}dx=-{\frac {\operatorname {ch} ^{n+1}ax}{a(m-1)\operatorname {sh} ^{m-1}ax}}+{\frac {n-m+2}{m-1}}\int {\frac {\operatorname {ch} ^{n}ax}{\operatorname {sh} ^{m-2}ax}}dx\qquad {\mbox{(za }}m\neq 1{\mbox{)}}\,}
tudi: {\displaystyle \int {\frac {\operatorname {ch} ^{n}ax}{\sinh ^{m}ax}}dx=-{\frac {\operatorname {ch} ^{n-1}ax}{a(m-1)\operatorname {sh} ^{m-1}ax}}+{\frac {n-1}{m-1}}\int {\frac {\operatorname {ch} ^{n-2}ax}{\operatorname {sh} ^{m-2}ax}}dx\qquad {\mbox{(za }}m\neq 1{\mbox{)}}\,}
{\displaystyle \int {\frac {\operatorname {sh} ^{m}ax}{\operatorname {ch} ^{n}ax}}dx={\frac {\operatorname {sh} ^{m-1}ax}{a(m-n)\operatorname {ch} ^{n-1}ax}}+{\frac {m-1}{n-m}}\int {\frac {\operatorname {sh} ^{m-2}ax}{\operatorname {ch} ^{n}ax}}dx\qquad {\mbox{(za }}m\neq n{\mbox{)}}\,}
tudi: {\displaystyle \int {\frac {\operatorname {sh} ^{m}ax}{\operatorname {ch} ^{n}ax}}dx={\frac {\operatorname {sh} ^{m+1}ax}{a(n-1)\operatorname {ch} ^{n-1}ax}}+{\frac {m-n+2}{n-1}}\int {\frac {\operatorname {sh} ^{m}ax}{\cosh ^{n-2}ax}}dx\qquad {\mbox{(za }}n\neq 1{\mbox{)}}\,}
tudi: {\displaystyle \int {\frac {\operatorname {sh} ^{m}ax}{\cosh ^{n}ax}}dx=-{\frac {\operatorname {sh} ^{m-1}ax}{a(n-1)\operatorname {ch} ^{n-1}ax}}+{\frac {m-1}{n-1}}\int {\frac {\operatorname {sh} ^{m-2}ax}{\operatorname {ch} ^{n-2}ax}}dx\qquad {\mbox{(za }}n\neq 1{\mbox{)}}\,}
{\displaystyle \int x\operatorname {sh} ax\,dx={\frac {1}{a}}x\operatorname {ch} ax-{\frac {1}{a^{2}}}\operatorname {sh} ax+C\,}
{\displaystyle \int x\operatorname {ch} ax\,dx={\frac {1}{a}}x\operatorname {sh} ax-{\frac {1}{a^{2}}}\operatorname {ch} ax+C\,}
{\displaystyle \int x^{2}\operatorname {ch} ax\,dx=-{\frac {2x\operatorname {ch} ax}{a^{2}}}+\left({\frac {x^{2}}{a}}+{\frac {2}{a^{3}}}\right)\operatorname {sh} ax+C\,}
{\displaystyle \int \operatorname {th} ax\,dx={\frac {1}{a}}\ln \operatorname {ch} ax+C\,}
{\displaystyle \int \operatorname {ch} ax\,dx={\frac {1}{a}}\ln |\operatorname {sh} ax|+C\,}
{\displaystyle \int \operatorname {th} ^{n}ax\,dx=-{\frac {1}{a(n-1)}}\operatorname {th} ^{n-1}ax+\int \operatorname {th} ^{n-2}ax\,dx\qquad {\mbox{(za }}n\neq 1{\mbox{)}}\,}
{\displaystyle \int \operatorname {ch} ^{n}ax\,dx=-{\frac {1}{a(n-1)}}\operatorname {ch} ^{n-1}ax+\int \operatorname {ch} ^{n-2}ax\,dx\qquad {\mbox{(za }}n\neq 1{\mbox{)}}\,}
{\displaystyle \int \operatorname {sh} ax\operatorname {sh} bx\,dx={\frac {1}{a^{2}-b^{2}}}(a\operatorname {sh} bx\operatorname {ch} ax-b\operatorname {ch} bx\operatorname {sh} ax)+C\qquad {\mbox{(za }}a^{2}\neq b^{2}{\mbox{)}}\,}
{\displaystyle \int \operatorname {ch} ax\operatorname {ch} bx\,dx={\frac {1}{a^{2}-b^{2}}}(a\operatorname {sh} ax\operatorname {ch} bx-b\operatorname {sh} bx\operatorname {ch} ax)+C\qquad {\mbox{(za }}a^{2}\neq b^{2}{\mbox{)}}\,}
{\displaystyle \int \operatorname {ch} ax\operatorname {sh} bx\,dx={\frac {1}{a^{2}-b^{2}}}(a\operatorname {sh} ax\operatorname {sh} bx-b\operatorname {ch} ax\operatorname {ch} bx)+C\qquad {\mbox{(za }}a^{2}\neq b^{2}{\mbox{)}}\,}
{\displaystyle \int \operatorname {sh} (ax+b)\sin(cx+d)\,dx={\frac {a}{a^{2}+c^{2}}}\operatorname {ch} (ax+b)\sin(cx+d)-{\frac {c}{a^{2}+c^{2}}}\operatorname {sh} (ax+b)\cos(cx+d)+C\,}
{\displaystyle \int \operatorname {sh} (ax+b)\cos(cx+d)\,dx={\frac {a}{a^{2}+c^{2}}}\operatorname {ch} (ax+b)\cos(cx+d)+{\frac {c}{a^{2}+c^{2}}}\operatorname {sh} (ax+b)\sin(cx+d)+C\,}
{\displaystyle \int \operatorname {ch} (ax+b)\sin(cx+d)\,dx={\frac {a}{a^{2}+c^{2}}}\operatorname {sh} (ax+b)\sin(cx+d)-{\frac {c}{a^{2}+c^{2}}}\operatorname {ch} (ax+b)\cos(cx+d)+C\,}
{\displaystyle \int \operatorname {ch} (ax+b)\cos(cx+d)\,dx={\frac {a}{a^{2}+c^{2}}}\operatorname {sh} (ax+b)\cos(cx+d)+{\frac {c}{a^{2}+c^{2}}}\operatorname {ch} (ax+b)\sin(cx+d)+C\,}